# NGC 6045
NGC 6045 este o interacting galaxies⁠(d) situată în constelația Hercule. A fost descoperită în 27 iunie 1886 de către Lewis A. Swift. Se află la o distanță de 152,05 de megaparseci de Pământ.